# Armégrupp E
Armégrupp E (tyska Heeresgruppe E) var en tysk armégrupp under andra världskriget. Armégrupp E skapades ur 12:e armén och sattes in i östra medelhavsområdet, bland annat i Albanien, Grekland, Serbien och Oberoende staten Kroatien. Befälhavare var Alexander Löhr. Armégrupp E ägnade sig bland annat åt partisanbekämpning i Grekland och Jugoslavien och var involverad i flera massakrer.